# Grand’Rivière
Grand’Rivière – miasto na Martynice (Departament zamorski Francji); 678 mieszkańców (2009).